# Sporormiella
Sporormiella é um gênero de fungos coprófilos.